# 傑列瓦
48°54′42″N 25°13′15″E / 48.91167°N 25.22083°E
傑列瓦（烏克蘭語：Делева），是烏克蘭西部的村莊，隸屬伊萬諾-弗蘭科夫斯克州的伊萬諾-弗蘭科夫斯克區。該村始建於363年，面積9.24平方公里，2001年人口1,712，人口密度每平方公里185.3人。